# 보 이즈 어프레이드
《보 이즈 어프레이드》(영어: Beau Is Afraid)는 2023년 개봉한 미국의 블랙 코미디 공포 영화이다. 아리 애스터가 감독과 각본을 맡았다.

## 출연진
- 호아킨 피닉스/아먼 나헤페티안(아역) - 보 와서먼 역
- 패티 루폰/조이 리스터존스(아역) - 모나 와서먼 역
- 에이미 라이언 - 그레이스 역
- 네이선 레인 - 로저 역
- 카일리 로저스 - 토니 역
- 드니 메노셰 - 지브스 역
- 파커 포지/줄리아 앤토넬리(아역) - 일레인 브레이 역
- 스티븐 매킨리 헨더슨 - 치료사 역
- 리처드 카인드 - 코언 박사 역
- 헤일리 스콰이어스 - 퍼넬러피 역
- 줄리언 리칭스 - 이상한 남자 역
- 마이클 갠돌피니, 테오도르 펠르랭, 마이크 테일러 - 보의 아들들 역
- 빌 헤이더 - 택배기사 역